# Análise matemática

Integral como região sob a curva.

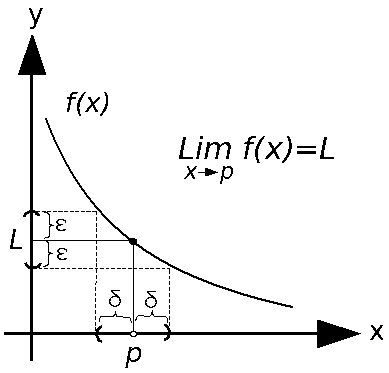
Definição de limite.

Análise é o ramo da matemática que lida com os conceitos introduzidos pelo cálculo diferencial e integral, medidas, limites, séries infinitas e funções analíticas. Surgiu da necessidade de prover formulações rigorosas às ideias intuitivas do cálculo, sendo hoje uma disciplina muito mais ampla cujos tópicos são tratados em uma subdivisão chamada análise real.
Se a Análise surgiu do estudo dos números e funções reais, sua abrangência cresceu de forma a estudar os números complexos, bem como espaços mais gerais, tais como os espaços métricos, espaços normados e os espaços lineares topológicos (ELT).
Embora seja difícil definir exatamente o que seja análise matemática e delinear precisamente seu objeto de estudo, pode-se dizer grosseiramente que a análise se dedica ao estudo das propriedades topológicas em estruturas algébricas.

## História

Arquimedes usou o método da exaustão para calcular a área de um círculo encontrando a área de polígonos regulares com cada vez mais lados. Esse foi um antigo e informal exemplo de limite, um dos conceitos mais básicos em análise matemática.

A análise matemática foi desenvolvida formalmente no século XVII, durante a Revolução Científica, mas muitas das suas ideias remontam aos matemáticos de tempos anteriores. Os primeiros resultados em análise estiveram implicitamente presentes nos primórdios da matemática grega antiga. Por exemplo, uma soma geométrica infinita está implícita no paradoxo da dicotomia de Zeno.
Mais tarde, matemáticos gregos tais como Eudoxo e Arquimedes fizeram uso mais explícito, mas informal, dos conceitos de limite e convergência quando usaram o método da exaustão para calcular áreas e volumes de regiões e sólidos. O primeiro uso explícito de infinitesimais aparece na obra O Método dos Teoremas Mecânicos, de Arquimedes, que foi redescoberta no século XX.
Na Ásia, o matemático chinês Liu Hui usou o método da exaustão no século III d.C para encontrar a área de um círculo. No século V, Zu Chongzhi estabeleceu um método que mais tarde viria a ser redescoberto no oeste, e que é agora conhecido por princípio de Cavalieri, para encontrar o volume de uma esfera.
No século XII, o matemático indiano Bhāskara II forneceu exemplos de derivadas e usou o que agora se conhece por teorema de Rolle.
No século XVIII, Euler introduziu a noção de função. A análise real começou a emergir como disciplina independente quando o matemático boêmio Bernard Bolzano introduziu a definição moderna de continuidade em 1816. No século XIX, Cauchy ajudou a assentar o cálculo infinitesimal em fundamentos lógicos firmes com a introdução do conceito de sucessão de Cauchy. Foi ele também que iniciou a teoria formal da análise complexa. Poisson, Liouville, Fourier e outros mais estudaram as equações em derivadas parciais e a análise harmônica. Com as contribuições destes e de outros matemáticos como Weierstrass, foi-se estabelecendo a ideia moderna de rigor matemático.

## Principais ramos
- Análise real (tradicionalmente, a teoria das funções de uma variável real) é o ramo da análise matemática que lida com números reais e as funções de valor e variável reais.[12][13]
- Análise complexa (tradicionalmente, a teoria das funções de uma variável complexa) é o ramo da análise matemática que investiga funções de números complexos.[14]
- Análise funcional é o ramo da análise matemática que estuda principalmente espaços vetoriais dotados de algum tipo de estrutura relacionada a limites (por exemplos, as definições de produto interno, norma, espaço topológico etc.) e os operadores lineares agindo sobre estes espaços e respeitando essas estruturas num sentido apropriado.[15][16]
- Equações diferenciais são equações matemáticas para uma função desconhecida de várias variáveis que relacionam os valores da própria função e as suas derivadas de várias ordens.[17][18][19]

- Teoria da medida é o ramo que estuda as medidas de conjuntos, fornecendo maneiras sistemáticas de atribuir um número a cada subconjunto apropriado desse conjunto, número esse intuitivamente interpretado como o seu tamanho.[20]
- Análise numérica é o estudo de algoritmos que usam aproximações numéricas (em oposição às manipulações simbólicas de aplicação geral) no estudo de problemas de análise matemática.[21]